# Serhí Uixakov
Serhí Uixakov (en ucraïnès: Сергій Ушаков, en rus: Сергей Ушаков) (Arkhànguelsk, Rússia, 11 de maig de 1968) és un ciclista ucraïnès d'origen rus, ja retirat, que fou professional del 1993 fins al 2002.
En el seu palmarès destaquen dues etapes a la Volta a Espanya (1993 i 1999), dues al Giro d'Itàlia (1995 i 1996), i una al Tour de França (1995). En aquesta darrera cursa, el 1997, va perdre la victòria en una etapa per haver realitzat un esprint irregular. També guanyà la general de l'Étoile de Bessèges de 1995 i dues etapes a la Volta a Catalunya.
Durant la seva carrera esportiva va prendre part en dues edicions dels Jocs Olímpics d'Estiu, el 1996 i el 2000.

## Palmarès
- 1988
  - Vencedor d'una etapa a l'Olympia's Tour
- 1990
  - Vencedor d'una etapa al Giro de les Regions
- 1992
  - 1r al Giro del Mendrisiotto
- 1993
  - Vencedor d'una etapa a la Volta a Espanya
- 1992
  - 1r a l'Acht van Chaam
- 1995
  - 1r a la Étoile de Bessèges i vencedor de 2 etapes
  - 1r a la Profronde van Surhuisterveen
  - Vencedor d'una etapa al Tour de França
  - Vencedor d'una etapa al Giro d'Itàlia
  - Vencedor d'una etapa a la París-Niça
- 1996
  - Vencedor d'una etapa al Giro d'Itàlia
- 1997
  - 1r al Gran Premi de Chiasso
  - Vencedor de 2 etapes a la Volta a Catalunya
  - Vencedor d'una etapa a la Ruta Mèxic
- 1999
  - Vencedor d'una etapa a la Volta a Espanya
  - Vencedor d'una etapa a la Volta a Saxònia
- 2000
  - Vencedor d'una etapa a la Euskal Bizikleta

### Resultats al Tour de França
- 1993. 97è de la classificació general.
- 1994. 63è de la classificació general.
- 1995. 74è de la classificació general. Vencedor d'una etapa
- 1996. Fora de control (6a etapa)
- 1997. 113è de la classificació general.
- 1998. No surt (19a etapa)

### Resultats al Giro d'Itàlia
- 1994. 21è de la classificació general
- 1995. 73è de la classificació general. Vencedor d'una etapa
- 1996. 77è de la classificació general. Vencedor d'una etapa
- 1997. 94è de la classificació general
- 1998. Abandona (18a etapa)

### Resultats a la Volta a Espanya
- 1993. 50è de la classificació general. Vencedor d'una etapa
- 1995. Abandona (8a etapa)
- 1996. Abandona (14a etapa)
- 1998. Abandona (19a etapa)
- 1999. Abandona (13a etapa). Vencedor d'una etapa